# Harry Giles
Harry Lee Giles III (* 22. April 1998 in Winston-Salem) ist ein US-amerikanischer Basketballspieler.

## Werdegang
Als Schüler wurde Giles in den Vereinigten Staaten als einer der landesweit besten Spieler seines Jahrgangs angesehen. Als Jugendlicher erlitt er zwei Kreuzbandrisse. 2016 wechselte er an die Duke University. Die ersten elf Spiele der Saison 2016/17 verpasste er aufgrund einer Knieverletzung, nach seiner Rückkehr bestritt er 26 Einsätze.
Obwohl seine statistischen Werte an der Duke University mit 3,9 Punkten und 3,8 Rebounds je Begegnung niedrig waren, wurde ihm wegen seiner guten Anlagen und Entwicklungsaussichten in Aussicht gestellt, beim Draftverfahren der NBA im Juni 2017 in der ersten Runde ausgewählt zu werden. Ende März 2017 gab Giles seinen Wechsel ins Profilager und seine Draft-Anmeldung bekannt. Die Portland Trail Blazers ließen Giles an 20. Stelle aufrufen und gaben ihn anschließend an die Sacramento Kings ab. Anfang Oktober 2017 entschieden die Kalifornier, Giles vorerst bis Januar 2018 nicht spielen zu lassen, damit dieser mittels Muskelkrafttraining seine Knie auf die Belastungen des NBA-Spielbetriebs vorbereiten könne. Im Januar 2018 gaben die Sacramento Kings bekannt, dass Giles in der Saison 2017/18 nicht zum Einsatz kommen werde, um sein Aufbautraining fortzuführen. Giles gab seinen NBA-Einstand in der Saison 2018/19, in der er in 58 Hauptrundenbegegnungen im Schnitt 7 Punkte und 3,8 Rebounds verbuchte.
Im November 2020 wurde Giles von den Portland Trail Blazers verpflichtet. Im Spieljahr 2021/22 weilte er in der NBA G-League zeitweise bei der Mannschaft Agua Caliente Clippers, für die er drei Spiele bestritt. Wegen eines Kreuzbandrisses spielte er ab Januar 2022 nicht mehr für die Kalifornier und musste lange pausieren. In der Sommerpause 2023 wurde er von den Brooklyn Nets verpflichtet, damit gelang ihm die NBA-Rückkehr. Im weiteren Verlauf der Saison 2023/24 spielte er für die Los Angeles Lakers. In der Vorbereitung auf die Spielzeit 2024/25 weilte Giles bei den Charlotte Hornets, wurde jedoch nicht in das feste Aufgebot aufgenommen.
Im November 2024 wurde er von den Shanxi Loongs aus der Volksrepublik China unter Vertrag genommen. Bis Ende März 2025 bestritt er 21 Spiele für die Mannschaft, dann kam es zur Trennung.

### Nationalmannschaft
Giles gewann mit der U16-Nationalmannschaft der Vereinigten Staaten im Jahr 2013 die Amerikameisterschaft. Er wurde in den Altersklassen U17 (im Jahr 2014) und U19 (im Jahr 2015) Weltmeister.